# Junta de Proteção Constitucional
```
   [[Categoria:Estados extintos da China|
 
China
, 1917]]
```

A Junta de Proteção Constitucional ou apenas Governo Militar da República da China foi um governo de oposição ao Governo de Beiyang dos Senhores da guerra na China liderado pelo Partido Nacionalista da China (Kuomintang).
O Governo com capital em Guangzhou, Cantão, foi criado durante a Movimento de Proteção Constitucional com o objetivo de depor o Governo dos senhores da guerra e restaurar a democracia e o governo da República da China com capital em Nanjing. Este governo foi criado em uma forma de Estratocracia de forma provisória até que o governo chinês fosse restaurado.
| Precedido por Governo de Beiyang em Cantão (1913–1917) | Governo Militar da República da China 1917–1921 | Sucedido por Governo da República da China em Guangzhou (1921–1922) |